# Policasta
Policasta (em grego clássico: Πολυκάστη) é uma figura da mitologia grega. É a mais jovem filha do rei Nestor, antigo combatente de Tróia e, portanto, princesa de Pilos. Telémaco, filho de Ulisses e da sua esposa Penélope, aguardava impacientemente o regresso do seu pai. Penélope, consegue evitar os pretendentes ao lugar de Ulisses que visavam as suas terras e posses. Chegada a idade para Telémaco iniciar a conquista paulatina dos requisitos para poder consumar a sua condição de liderança em Ítaca, garantida pela ascendência, e sob a iluminação de Atena, portadora da sabedoria — a então sob o disfarce de Mentor, seu conselheiro —, ele parte para a cidade de Pilos, governada por Nestor; em busca de notícias sobre o seu pai Ulisses. Acompanhados pela deusa Atena, Poliscata oferce a Telémaco um banho de boas vindas quando chega à cidade de Nestor, umedecendo-o com óleo e fazendo-o vestir belas roupas, um manto e túnica.
| “ | Enquanto a bela Policasta o lavava, e suavizava abundantemente com óleo, coloca em volta dele um esplêndido manto e túnica, e Telémaco regressa do seu banho parecendo um imortal. | ” |

Isso claramente teve o seu efeito, e em relatos posteriores ela é mencionada como sua esposa, com quem teve um filho, Persepolis. Por fim, em Antologia Palatina, são também mencionados com sendo os verdadeiros pais do poeta Homero.